# サマラトゥンガ王
サマラトゥンガ王（Samaratunga、? - 832年）は、8世紀から9世紀にかけてインドネシアの中部ジャワに栄え、大乗仏教を奉じたシャイレーンドラ朝の王（在位：812年 - 832年）。

## 概略
古マタラム王国のサンジャヤ王の子孫（サンジャヤ朝）は、シャイレーンドラ朝に服属し、その証として従来のシヴァ信仰を保持しつつもボロブドゥール寺院への寄進を行っていた。シャイレーンドラ王家とサンジャヤ王家との関係は必ずしも敵対的ではなく、サマラトゥンガ王の娘でシャイレーンドラ王女のプラモーダヴァルダニーとサンジャヤ朝の王子ラカイ・ピカタンは婚姻関係を結んでいる。
サマラトゥンガ王治下の824年、王はボロブドゥール寺院の工事を再開しており、それは833年まで続いているが、サマラトゥンガの死没した832年、王の後継者バーラプトラが未だ幼いことから、その姉にあたるプラモーダヴァルダニーがシャイレーンドラ朝の摂政となった。
しかし、その後、実権はプラモーダヴァルダニーの夫ラカイ・ピカタンにうつり、2人はチャンディ・ロロ・ジョングランをはじめとするプランバナン寺院群を建造した。これによって、中部ジャワの地は、再びシヴァ信仰を奉ずるヒンドゥー教勢力に支配され、大乗仏教はジャワより後退した。
832年以降、シャイレーンドラ朝は碑文にも史料にも現れなくなってしまうが、833年を最後にボロブドゥールの改修も終わっている。シャイレーンドラ王家のその後の消息を伝える唯一の碑文によると、後継者争いに破れたシャイレーンドラ家最後の王子バーラプトラは、856年、スマトラ島のシュリーヴィジャヤ王国へ逃れ、その王女と結婚したとしている。